# Rudolf Bereis
Rudolf Karl Bereis (* 12. Februar 1903 in Wien; † 6. Juni 1966 in Dresden) war ein deutschsprachiger Mathematiker und Hochschullehrer.

## Leben
Nach der Matura im Jahr 1922 in Wien studierte er Maschinenwesen an der Universität Wien und promovierte 1928 zum Dr. techn. Danach war er zunächst als Mittelschullehrer in Wien tätig. Nach seiner Habilitation wurde er 1955 Dozent an der Universität Wien. 1957 siedelte er in die DDR über, wo er an der Fakultät Mathematik/Naturwissenschaften der Technischen Hochschule in Dresden eine Professur mit Lehrstuhl für Geometrie erhielt und gleichzeitig Direktor des Instituts für Geometrie wurde. Beide Funktionen behielt er bis zu seinem Tod im Alter von 63 Jahren.
Er war Mitglied der Österreichischen Mathematischen Gesellschaft und der Mathematischen Gesellschaft der DDR.

## Nachlass
Der wissenschaftliche Nachlass von Bereis wird im Universitätsarchiv Dresden verwaltet.

## Schriften (Auswahl)
- Über die Böschungslinien auf Drehquadriken. In: Monatshefte für Mathematik. Band 56, Nr. 4, 1952, S. 344–351, doi:10.1007/BF01302720.
- (mit Heinrich Brauner): Die automorphen involutorischen Korrelationan koaxialer projektiver Schraubungen. Wien 1956.
- Darstellende Geometrie I (= Mathematische Lehrbücher und Monographien. Band 11). Akademie-Verlag, Berlin 1964.